# Jerry Robinson
Jerry Robinson   (Trenton, 1 de gener de 1922 - Nova York, 7 de desembre de 2011) fou un autor de còmics estatunidenc, creador del personatges de Robin (DC Comics) i, en disputa, del supervillà The Joker, del qual s'atribuïren l'autoria Bob Kane i Bill Finger.
Robinson començà a treballar com a dibuixant als dèsset anys, l'any 1939, a les ordres de Kane;
un anys més tard, el Joker aparegué per primera volta:
segons ell, va tindre la idea del personatge durant una partida de pòquer, en fixar-se en el bufó de la carta del comodí.
L'any 1940 va crear Robin, batejat en homenatge a un altre personatge clàssic de ficció, Robin Hood.
L'any següent, Finger i ell començaren a treballar directament per a DC Comics sense la mediació de Kane, encara que continuaren en la sèrie de Batman; més tard treballà per a altres editorials com Daredevil Comics, Harvey Comics, Spark, Nedor i la precursora de Marvel, Timely Comics, en historietes del gènere bèl·lic, crim, guerres o romanç, guionitzades per Stan Lee.